# Ethel Mary Boyce
Ethel Mary Boyce (Chertsey (Surrey), 5 d'octubre, 1863 - 3 de març de 1936) va ser una compositora, pianista i pedagoga britànica.
Boyce va establir-se a la vida musical britànica com a compositora i professora de música durant més de quatre dècades. Les seves obres per a nens en particular eren molt populars i es representaven amb freqüència. El seu catàleg d'obres inclou, entre d'altres: cantates per a solistes, cor i orquestra, obres per a cors infantils i femenines, cançons infantils monofòniques i música per a piano. Les seves composicions han estat publicades per prestigioses editorials musicals de Londres, com ara: a Novello & Co, Augner & Co i Stanley Lucas, Weber & Co.

## Biografia
Boyce va néixer i va residir a Chertsey, Surrey, filla del jutge de pau George Boyce (1832–1914) i Anne Odgen Brown. Va estudiar piano a la Royal Academy of Music amb Walter Macfarren i composició amb Francis William Davenport a la mateixa institució. Entre les seves companyes d'estudi hi havia les compositores Dora Bright i Amy Horrocks.
L'autora va obtenir nombrosos reconeixements al llarg de la seva trajectòria musical: el 1885 va guanyar la Lady Goldsmid Scholarship, i l’any següent va rebre el premi de piano Sterndale Bennett Prize i el Cipriani Potter Exhibition Prize per la seva excel·lència al piano i en composició. Posteriorment, el 1889, també va ser guardonada amb la medalla Charles Lucas de composició. El 1890 va ser nomenada associada de la Royal Academy (ARAM), el 1891 va rebre una plaça d'ajudant de composició i, finalment el 1901, va ser nomenada professora de música.

Ethel Boyce va aparèixer en públic tant com a pianista com a compositora mentre encara estudiava. Per exemple, en el marc de diferents concerts de la Royal Academy, va presentar el març de 1889 la seva obra "Album Leaves" per a piano  i, el desembre del mateix any, va tocar el Concert per a piano i orquestra op.58 en sol major de Beethoven amb una cadenza pròpia. El 1888 va estrenar l'obra "Variations on a theme by the late Sir G. A. Macfarren" per a dos pianos de Dora Bright amb la mateixa compositora i companya d'estudis (interpretació que va tenir molt bona rebuda per part del Musical Times). Va ser a partir de 1885 que les primeres composicions de Boyce van aparèixer impreses, inclosa, per exemple, la peça "So she went drifting" (publicada per Stanley Lucas, Weber and Co.) rebent la següent crítica:
"This is really a charming song. The words tell a simple tale in simple words, and the music throughout is most sympathetic with the text. The several changes in the character of the accompaniment show that the composer has well thought out her task, and introduced nothing for mere effect [...]. We shall be glad again to meet with Miss Boyce."
"Aquesta és una cançó realment encantadora. Les paraules expliquen una faula senzilla amb paraules senzilles, i la música és extremadament concordant amb el text. Els diferents canvis en el caràcter de l'acompanyament mostren que la compositora ha reflexionat profundament sobre la seva feina i no ha introduït cap element redundant [...]. Estarem encantats de retrobar-nos amb la senyoreta Boyce."
Ethel Boyce també va ser apreciada pel públic anglès més enllà de l'acadèmia i els cercles de la Royal Academy, per exemple, la seva cantata "The Lay of the Brown Rosary" es va interpretar en el marc dels concerts filharmònics de Clapham el 20 de maig de 1890 sota la direcció de Walter Mackway i amb ella mateixa com a pianista repertorista.

Després dels seus estudis, Ethel Boyce ja no va fer concerts públics sinó que es va dedicar exclusivament a la composició i la docència. Aquesta decisió, tal com indica el seu obituari del Times, va estar basada probablement en "les seves obligacions personals":
"[…] domestic trouble, and her characteristic and completely self-sacrificing devotion to personal duty, prevented her from fulfilling her remarkable promise."
"[…] problemes domèstics i la seva característica i completament autosacrificada devoció als deures personals van prevenir que Boyce satisfés completament el seu talent prometedor".
No obstant això, Ethel Boyce va romandre present a la vida musical britànica durant tota la seva vida com a educadora i compositora. El 1933, moltes de les seves composicions havien estat publicades per prestigioses editorials musicals de Londres, com ara: amb Novello & Co, Augner & Co, així com amb Stanley Lucas, Weber & Co. Aquestes inclouen cantates per a solos, cor i orquestra, cançons solistes i corals, així com obres per a piano. Ethel Boyce també es va anar fent progressivament un nom com a compositora de música infantil, tant en l'àrea de la literatura coral com per al piano. Les seves obres per a cors infantils i femenins van ser molt populars i van quedar ancorades en el repertori de nombrosos cors escolars. Per exemple, el 1900 la seva obra "In Mary's Garden" va constar com a obra obligatòria en un concurs de cors escolars de Suffolk. El mateix va passar en un concurs organitzat pel "St. Cecilia Working Girls' Clubs" el 1911 amb la seva obra "The Posy". Per altra banda, el maig de 1907 el cor infantil de l'escola de noies Farnham West Street de Surrey va guanyar un premi per la seva interpretació de "Garden fancies". La seva obra "Orchard Rhymes" que va compondre i publicar juntament amb Dora Bright (editorial Novello) va assolir una gran popularitat i li va valdre la següent ressenya del 1917 al Musical Times:
"Thirteen well-known nursery rhymes are strung together to make an entertainment item. All except three of the songs are original as regards the music. It is gratifying to find that such trained and highly competent composers think it worth while to devote their talents to elementary school music."
"Tretze cançons de bressol ben conegudes es reuneixen per confeccionar un objecte d'entreteniment. Totes les cançons excepte tres són originals pel que fa a la música. És molt gratificant trobar que compositores tan entrenades i competents pensen que val la pena dedicar els seus talents a la música d'escola primària."
El 1917, Ethel Boyce va fer diverses referències a la Primera Guerra Mundial en les seves composicions. El febrer de 1917, el Musical Times va publicar com a suplement la peça coral "An English Hymn", per a la qual també havia escrit ella mateixa el text. El juliol del mateix any també es van publicar cinc cançons infantils monofòniques basades en textos propis amb el títol de "Five Songs for the Times". En els anys següents, les composicions d'Ethel Boyce van ser sempre revisades positivament.
En l'àmbit personal, Boyce va ser la promesa d'Edward German, però el compromís es va trencar i van romandre com a amics.
Ethel Boyce va morir a casa seva, a Chertsey, el 3 de febrer de 1936.

## Catàleg d'obres
Aquest catàleg d'Ethel Boyce s'ha creat amb l'ajuda de Maj-Britt Peters a partir d'articles de l'enciclopèdia, Pazdírek 1904ff., ressenyes de diaris i el catàleg digital britànic Library Hub Discover (antic catàleg COPAC).
| Obres vocals                                      | Formació                                                           | Text                                                            | Publicació                                     |
| ------------------------------------------------- | ------------------------------------------------------------------ | --------------------------------------------------------------- | ---------------------------------------------- |
| Young Lochinvar                                   | Balada per baríton solista, cor i orquestra                        | Sir Walter Scott                                                | London & New York: Novello, Ewer & Co, 1890    |
| The Lay of the brown Rosary                       | Cantata per a soprano i alto solistes, cor i orquestra             | Adaptació del poema del mateix nom d'Elizabeth Barrett Browning | London & New York: Novello, Ewer & Co, 1890    |
| The Sands of Corriemie                            | Cantata per a soprano solista, cor de noies (SSA) i piano          | Text propi                                                      | W. G. McNaught. London: Novello & Co, 1895     |
| The Vision of the Simple                          | Cantata per a soprano solista ad. lib., cor de noies (SSA) i piano | Text propi                                                      | London: Novello, 1921                          |
| So she went drifting                              | Cançó per a veu i piano                                            | Text de W. C. Smith                                             | London: Stanley Lucas, Weber & Co, 1885        |
| Garden Fancies (conté "In Mary's Garden", núm. 1) | Dues cançons a dues veus per a cor de noies i piano                | Text propi                                                      | London: Novello & Co, 1893                     |
| Magdalen at Michael’s Gate                        | Nadala per a dues veus femenines i piano o quatre veus i piano     | H. Kingsley                                                     | London: Novello & Co, 1893                     |
| Four Spring Songs (conté "The Posy", núm. 1)      | Cançons a dues veus per a veus femenines i piano                   | Text propi                                                      | London: Novello & Co, 1896                     |
| A Song of Summer                                  | Cançó a dues veus i piano                                          | Text propi                                                      | London: Boosey & Co, 1897                      |
| The Dream Child’s Lullaby                         | Cançó a dues veus i piano                                          | Text propi                                                      | London: Boosey & Co, 1897                      |
| Spring is come                                    | Cançó a dues veus i piano                                          | Text propi                                                      | London: Novello, 1903                          |
| Times and Seasons: a college song                 | Cançó a una veu i piano                                            | A. Fry                                                          | London: Novello, 1910                          |
| Five Songs for the Times                          | Cançons a una veu i piano                                          | Text propi                                                      | London: Boosey & Co, 1917                      |
| The Orchard Rhymes                                | Tretze cançons a una veu i piano                                   | Text propi                                                      | London: Novello, 1917. Compost amb Dora Bright |
| An English Hymn                                   | Per a cor mixt a cappella                                          | Text propi                                                      | London: Novello, 1917                          |
| Corinna                                           | Cançó per a tres veus femenines i piano                            | Robert Herrick                                                  | London: Novello & Co, 1918                     |
| Here a solemn Fast we keep                        | Cançó per a tres veus femenines i piano                            | Robert Herrick                                                  | London: Novello & Co, 1918                     |
| The Happiest Day                                  | Sis cançons infantils per a veu i piano                            | Text propi                                                      | London: J. Williams, 1920                      |
| The pleasant country                              | Quatre cançons a dues veus femenines i piano                       | Text propi                                                      | London: Novello & Co, 1921                     |
| The Bowl                                          | Cançó per a quatre veus a cappella                                 | T. L. Peacock                                                   | London: Novello & Co, 1922                     |
| The Bramble (Friar Tuck’s Song)                   | Cançó per a quatre veus a cappella                                 | T. L. Peacock                                                   | London: Novello & Co, 1922                     |
| Choric Measure                                    | Cançó per a quatre veus a cappella                                 | T. L. Beddoes                                                   | London: Novello & Co, 1922                     |
| Dirge                                             | Cançó per a quatre veus a cappella                                 | T. L. Beddoes                                                   | London: Novello & Co, 1922                     |
| Girl Guides                                       | Cançó per a veu i piano                                            | Text propi                                                      | London: Novello & Co, 1922                     |
| The Little Brown Horse                            | Cançó per a veu i piano                                            | Text propi                                                      | London: Novello & Co, 1922                     |
| The Magic Door                                    | Cançó per a veu i piano                                            | Text propi                                                      | London: Novello & Co, 1922                     |
| On May Morning                                    | Cançó per a quatre veus a cappella                                 | J. Milton                                                       | London: Novello & Co, 1922                     |
| Our Trees                                         | Cançó per a veu i piano                                            | Text propi                                                      | London: Novello & Co, 1922                     |
| A Rhyme of Over-Seas                              | Cançó per a veu i piano                                            | Text propi                                                      | London: Novello & Co, 1922                     |
| Sweet Echo                                        | Cançó per a quatre veus a cappella                                 | J. Milton                                                       | London: Novello & Co, 1922                     |
| An Alphabet of Flowers                            | Cançó per a veu i piano                                            | Text propi                                                      | London: Novello & Co, 1923                     |
| Coronach                                          | Cançó per a tres veus femenines i piano                            | Sir Walter Scott                                                | London: Augener, 1923                          |
| Daffies and Tulips                                | Cançó per a veu i piano                                            | J. Meagher                                                      | London: Novello & Co, 1923                     |
| How many Times?                                   | Cançó per a tres veus femenines i piano                            | T. L. Beddoes                                                   | London: Augener, 1923                          |
| Magic Lutes                                       | Cançó per a tres veus femenines i piano                            | T. L. Beddoes                                                   | London: Augener, 1923                          |
| The Tortoise                                      | Cançó per a veu i piano                                            | J. Meagher                                                      | London: Novello & Co, 1923                     |
| Four Pictures                                     | Cançons per a dues veus femenines i piano                          | Text propi                                                      | London: Novello & Co, 1919                     |
| Charming Chloe                                    | Cançó per a quatre veus a cappella                                 | R. Burns                                                        | London: Novello & Co, 1926                     |
| Ye dainty Nymphs                                  | Cançó per a tres veus femenines i piano                            | Edmumd Spenser                                                  | London: Novello & Co, 1926                     |
| Midsummer Song                                    | Cançons per a dues veus femenines i piano                          | William Shakespeare                                             | London: Novello & Co, 1927                     |
| The Wooded Hill                                   | Quatre cançons a dues veus femenines i piano                       | Text propi                                                      | London: Novello & Co, 1928                     |
| Song’s Eternity                                   | Cançó per a dues veus femenines i piano                            | John Clare                                                      | London: Novello & Co, 1929                     |
| The Spring of the Year                            | Cançó per a quatre veus a cappella                                 | A. Cunningham                                                   | London: Novello & Co, 1929                     |
| Four Birds                                        | Cançons per a dues veus femenines i piano                          | Text propi                                                      | London: Novello & Co, 1933                     |

Malgrat que la seva producció va ser principalment de música vocal, Boyce també va ser una compositora prolífica en l'àmbit instrumental, especialment de repertori de piano.
| Obres instrumentals                                        | Formació                 | Publicació                            |
| ---------------------------------------------------------- | ------------------------ | ------------------------------------- |
| A Book of Fancies                                          | Per a piano              | London: E. Ashdown, 1890              |
| Eight Pieces                                               | Per a violí i piano      | London: Novello, Ewer & Co, 1891      |
| Valsos en Fa major                                         | Per a piano              | London: E. Ashdown, 1891              |
| Berceuse                                                   | Per a piano              | London: E. Ashdown, 1893              |
| Minuet en do menor                                         | Per a piano              | London: E. Ashdown, 1893              |
| Petite Valse                                               | Per a piano              | London: E. Ashdown, 1893              |
| To Phyllis                                                 | Quatre peces per a piano | London: E. Ashdown, 1895              |
| Songs and Dances                                           | Sis peces per a piano    | London: J. Curwen & Sons, 1898        |
| A sequence of melodies: suggested by ancient metres        | Cinc peces per a piano   | London: Augener, 1917                 |
| Choriambics                                                | Per a piano              | London: Augener, 1919                 |
| Pro patria: Marxa                                          | Per a piano              | London: Augener, 1919                 |
| Under the Greenwood Tree                                   | Sis peces per a piano    | London: Joseph Williams, 1921         |
| The Silver Thames                                          | Tres peces per a piano   | London: Augener, 1922                 |
| English Lyrics: Musical illustrations of poetical passages | Per a piano              | London: Augener, 1923                 |
| Scherzi Italiani                                           | Dues peces per a piano   | London: Augener, 1924                 |
| Cinderella: A Short Suite                                  | Per a piano              | London: Oxford University Press, 1925 |
| The Garland: A Short Suite                                 | Per a piano              | London: Augener, 1925                 |

Les següents obres no estàn publicades tot i que consten en articles de revista i/o catàlegs.
| Altres obres                 | Formació                       | Any de composició                                |
| ---------------------------- | ------------------------------ | ------------------------------------------------ |
| Album Leaves                 | Per a piano                    | Desconegut. Aprox. 1886                          |
| By the Brook (esboç)         | Per a piano                    | Desconegut                                       |
| Marxa orquestral en Mi major | Per a orquestra                | Desconegut. Westminster Orchestral Society, 1889 |
| Introduction and Rondo       | Per a violí, violoncel i piano | 1889.                                            |

Entre aquestes composicions destaca la seva Introducció i Rondo per a piano, violí i violoncel, que li va guanyar la medalla Charles Lucas el 1889.

## Reconeixement i actualitat
En un obituari, Lascelles Abercrombie redactora del Times va honrar els èxits d'Ethel Boyce de la següent manera:
"The sudden death of Ethel Boyce […] has removed a most remarkable personality well known and much loved by a wide circle of friends, especially in the musical world. Her exceptional talents and the brilliant success of her academic years seemed to indicate a career of high distinction, such as was achieved by several of her friends and contemporaries [...]. Some charming and very individual compositions remain to show what she might have done; and no one who had the privilege of her acquaintance will forget the range and force of her conversation, her extra-ordinarily wide knowledge, and the justice of her opinions, not only in music but in literature and the graphic arts also, and her strong, candid, irascible, and entirely kindly personality.“
"La sobtada mort d'Ethel Boyce […] ha posat fi a una personalitat extraordinària, molt coneguda i estimada per un ampli cercle d'amics, especialment en el món musical. Els seus talents excepcionals i l'èxit brillant dels seus anys acadèmics semblaven indicar una carrera de gran distinció, com la que van assolir diversos dels seus amics i contemporanis [...]. Queden algunes composicions encantadores i molt personals que mostren el que pot haver aconseguit; i ningú que tingués el privilegi de conèixer-la oblidarà l'abast i la força de la seva conversa, el seu coneixement extraordinàriament ampli i la justícia de les seves opinions, no només en música, sinó també en literatura i arts gràfiques, així com la seva forta, franca, irascible i completament amable personalitat."
Així doncs, durant la seva vida, les obres d'Ethel Boyce van ser comentades regularment a la premsa anglesa, tant en diaris generals com el Times com en revistes especialitzades com el Musical Times. Actualment les seves composicions han quedat oblidades: de tota la seva producció només n'hi ha tres a l'IMSLP i moltes d'altres no digitalitzades en biblioteques d'arreu del Regne Unit, especialment a la British National Library.